# کیسی مک‌آتیر
کیسی مک‌آتیر (انگلیسی: Kasey McAteer؛ زادهٔ ۲۲ نوامبر ۲۰۰۱) بازیکن فوتبال اهل انگلستان است.